# Zorita del Maestrazgo
Zorita del Maestrazgo ou Sorita, também conhecido como Sorita de Morella, é um município da Espanha na província de Castelló, Comunidade Valenciana. Tem 68,8 km² de área e em 2021 tinha 116 habitantes (densidade: 1,7 hab./km²).

## Demografia
| Variação demográfica do município entre 1991 e 2004 | Variação demográfica do município entre 1991 e 2004 | Variação demográfica do município entre 1991 e 2004 | Variação demográfica do município entre 1991 e 2004 |
| --------------------------------------------------- | --------------------------------------------------- | --------------------------------------------------- | --------------------------------------------------- |
| 1991                                                | 1996                                                | 2001                                                | 2004                                                |
| 150                                                 | 146                                                 | 137                                                 | 131                                                 |